# دردار صغروي الأوراق
دردار صغروي الأوراق (الاسم العلمي:Ulmus microphylla) هو نوع غير مؤكد من النباتات يتبع جنس الدردار من الفصيلة الدردارية.